# Massango
Massango ist eine Kleinstadt und ein Landkreis in Angola. 

## Ortsname
Der Ort hat seinen Namen von der gleichlautenden regionalen Bezeichnung für Omahangu, eine weit verbreitete Hirsenart.

## Geschichte
Der Ort trug unter portugiesischer Kolonialverwaltung den Namen Forte República. Er wurde am 27. Dezember 1961 Sitz eines eigenen Kreises. Nach der Unabhängigkeit Angolas 1975 legte der Ort seinen portugiesischen Ortsnamen ab und trägt seither seine heutige Bezeichnung.

## Verwaltung
Massango ist Sitz eines gleichnamigen Landkreises (Município) in der Provinz Malanje. Der Kreis umfasst eine Fläche von 7569 km² mit 27.866 Einwohnern (hochgerechnete Schätzung 2011).  Die Volkszählung 2014 soll fortan gesicherte Bevölkerungsdaten liefern.
Der Kreis Massango setzt sich aus drei Gemeinden (Comunas) zusammen:
- Kihuhu
- Kinguengue
- Massango

317 Ortschaften liegen im Kreis Massango. Neben den Gemeindesitzen zählen Uoleca, Macongo, Lusitano, Quimbungo und Guvu zu den wichtigsten.